# IPhone 7
iPhone 7 og iPhone 7 Plus er smartphones udviklet af Apple Inc., og den tiende generation af iPhone. Apple præsenterede den 7. september 2016 i Bill Graham Civic Auditorium i San Francisco, USA.
Som en af forskellene fra tidligere iPhone-modeller, havde Apple fjernet det 3,5 mm store jackstik i telefonen.